# Regöly, Tolna
Regöly  este un sat în districtul Tamás, județul Tolna, Ungaria, având o populație de 1.222 de locuitori (2011). 

## Demografie
Componența etnică a satului Regöly
     Maghiari (97,56%)
     Germani (2,11%)
     Necunoscut (0,33%)
     Alții (0,33%)
Componența confesională a satului Regöly
     Romano-catolici (51,96%)
     Fără religie (8,1%)
     Reformați (1,55%)
     Necunoscută (36,82%)
     Alte religii (1,96%)
Conform recensământului din 2011, satul Regöly avea 1.222 de locuitori. Din punct de vedere etnic, majoritatea locuitorilor (97,56%) erau maghiari, cu o minoritate de germani (2,11%). Apartenența etnică nu este cunoscută în cazul a 0,33% din locuitori.  Din punct de vedere confesional, majoritatea locuitorilor (51,96%) erau romano-catolici, existând și minorități de persoane fără religie (8,1%) și reformați (1,55%). Pentru 36,82% din locuitori nu este cunoscută apartenența confesională.